# 蔡佳欣
蔡佳欣（1982年7月25日—）是台灣男子羽毛球選手、教練，曾與胡崇賢搭檔連續五屆獲得全國羽球排名賽男子雙打冠軍，現為合作金庫羽球隊教練。畢業於國立體育大學運動技術研究所。2019年10月底出任中華台北羽球代表隊總教練。

## 選手生涯
2007年4月，蔡佳欣與胡崇賢合作出戰在馬來西亞新山舉行的亞洲羽毛球錦標賽男子雙打項目，最終贏得季軍。
2009年12月，蔡佳欣/胡崇賢出戰東亞運動會羽毛球比賽，以2比0（21-17、22-20）擊敗同隊的林祐瑯/陳宏麟，獲得金牌。
在2012年倫敦奧運會結束後，蔡佳欣在全國第二次排名賽開始和學弟李勝木搭配，二人首次合作即摘得冠軍。同年11月，蔡/李合作出戰香港羽毛球超級賽，作出新組合的國際賽處女秀，最後取得了四強佳績。至11月尾，李/蔡轉戰澳門羽毛球黃金大獎賽，在男雙決賽以2比1（14-21、21-17、21-16）反勝大會第一種子、俄羅斯搭檔弗拉基米尔·伊万诺夫/伊万·索松诺夫，贏得兩人搭配後的第一個國際賽冠軍。

### 2013年世錦賽晉八強
2013年8月，蔡佳欣參加中國廣州舉行的世界羽毛球錦標賽，與李勝木以13號種子身分出戰男子雙打項目。他們首圈輪空，第二圈即以2比1力克德國組合晉級；第三圈面對頭號種子、韓國組合李龍大、高成炫，在先失一局下，以2比1（21-14、14-21、19-21）爆冷逆轉對手晉級；但至半準決賽，蔡/李組合終以0比2（14-21、18-21）不敵6號種子、印尼的亨德拉·塞蒂亚万/穆罕默德·阿赫桑，8強止步。賽後，蔡佳欣表示對手抓前三拍也限制了他們的打法。

### 2014年世錦賽八強
2014年8月，蔡佳欣與李勝木以6號種子身分，參加在丹麥巴勒魯普自治市舉辦的世界羽毛球錦標賽男子雙打項目。兩人在首輪輪空，第二輪時面對馬來西亞的吳偉申/林欽華組合時，又因為對手因傷棄賽而輕鬆晉級，但在八強即以0比2（16-21、13-21）敗於韓國的李龍大/柳延星。

### 2015年世錦賽
2015年8月，蔡佳欣參加印尼雅加達舉行的世界羽毛球錦標賽，與李勝木以8號種子身分出戰男子雙打項目，故在首圈輪空；但在第二圈就以0比2（19-21、11-21）不敵英格蘭的马库斯·埃利斯/克里斯·兰格瑞奇出局，無緣晉級16強。

### 2016年里約奧運
2016年8月，蔡佳欣/李勝木代表中華台北出戰在巴西里約熱內盧舉辦的夏季奧林匹克運動會羽毛球比賽男子雙打項目。在小組賽，先以直落二敗給俄羅斯的弗拉基米爾·伊萬諾夫/伊萬·索松諾夫；又在先勝1局的情況下，以1比2（21-18、13-21、18-21）敗於頭號種子、韓國的李龍大/柳延星，無緣晉級。
里約奧運結束後，蔡佳欣與李勝木於日本羽毛球公開賽後拆夥，並與林家佑搭配出戰國際賽。

## 擔任教練
由於蔡佳欣認為自己曾經參加過大大小小的各種賽事，球員生涯已經沒有什麼遺憾，決定在所屬球團合作金庫羽球隊的安排下轉任教練。
2019年2月起，蔡佳欣為協助備戰2020年東京奧運而出任中華隊教練。10月3日，時任中華隊總教練賴建誠辭退職務，蔡佳欣在10月25日通過總教練徵選，並於10月底正式上任。

## 主要比賽成績
| 年份   | 賽事                     | 公開賽級別 | 項目     | 搭檔   | 成績   |
| ------ | ------------------------ | ---------- | -------- | ------ | ------ |
| 2004年 | 中華台北羽球公開賽       |            | 男子雙打 | 胡崇賢 | 準決賽 |
| 2005年 | 中華台北羽球公開賽       |            | 混合雙打 | 簡毓瑾 | 準決賽 |
| 2007年 | 亞洲羽毛球錦標賽         | 其他       | 男子雙打 | 胡崇賢 | 銅牌   |
| 2009年 | 東亞運動會羽毛球比賽     | 其他       | 男子雙打 | 胡崇賢 | 金牌   |
| 2010年 | 高雄羽球國際挑戰賽       | 國際挑戰賽 | 男子雙打 | 廖晁祥 | 亞軍   |
| 2011年 | 大阪羽毛球國際挑戰賽     | 國際挑戰賽 | 男子雙打 | 曾敬中 | 準決賽 |
| 2012年 | 香港羽毛球超級賽         | 超級賽     | 男子雙打 | 李勝木 | 準決賽 |
| 2012年 | 澳門羽毛球黃金大獎賽     | 黃金大獎賽 | 男子雙打 | 李勝木 | 冠軍   |
| 2013年 | 德國羽毛球黃金大獎賽     | 黃金大獎賽 | 男子雙打 | 李勝木 | 準決賽 |
| 2013年 | 中華台北羽毛球黃金大獎賽 | 黃金大獎賽 | 男子雙打 | 李勝木 | 亞軍   |
| 2013年 | 東亞運動會羽毛球比賽     | 其他       | 男子團體 | －     | 銅牌   |
| 2013年 | 東亞運動會羽毛球比賽     | 其他       | 男子雙打 | 李勝木 | 金牌   |
| 2013年 | 澳門羽毛球黃金大獎賽     | 黃金大獎賽 | 男子雙打 | 李勝木 | 亞軍   |
| 2014年 | 瑞士羽毛球黃金大獎賽     | 黃金大獎賽 | 男子雙打 | 李勝木 | 準決賽 |
| 2014年 | 新加坡羽毛球超級賽       | 超級賽     | 男子雙打 | 李勝木 | 亞軍   |
| 2014年 | 澳洲羽毛球超級賽         | 超級賽     | 男子雙打 | 李勝木 | 亞軍   |
| 2014年 | 亞洲運動會羽毛球比賽     | 其他       | 男子團體 | －     | 銅牌   |
| 2014年 | 法國羽毛球超級賽         | 超級賽     | 男子雙打 | 李勝木 | 準決賽 |
| 2014年 | 中國羽毛球首要超級賽     | 首要超級賽 | 男子雙打 | 李勝木 | 準決賽 |
| 2015年 | 馬來西亞羽毛球首要超級賽 | 首要超級賽 | 男子雙打 | 李勝木 | 準決賽 |
| 2016年 | 瑞士羽毛球黃金大獎賽     | 黃金大獎賽 | 男子雙打 | 李勝木 | 亞軍   |
| 2016年 | 中華台北羽毛球黃金大獎賽 | 黃金大獎賽 | 男子雙打 | 李勝木 | 準決賽 |

| 2007-2017年 | 首要超級賽 | 超級賽 | 黃金大獎賽 | 大獎賽 | 國際挑戰賽 | 國際系列賽 | 未來系列賽 | 其他 |

| 2018-2026年 | 總決賽 | 超級1000賽 | 超級750賽 | 超級500賽 | 超級300賽 | 超級100賽 | 國際挑戰賽 | 國際系列賽 | 未來系列賽 | 其他 |

### 奧運會和世錦賽參賽紀錄
|          | 搭檔   | 2004 | 2005 | 2006 | 2007 | 2008 | 2009 | 2010 | 2011 | 2012 | 2013 | 2014 | 2015 | 2016       |
| -------- | ------ | ---- | ---- | ---- | ---- | ---- | ---- | ---- | ---- | ---- | ---- | ---- | ---- | ---------- |
| 男子雙打 | 胡崇賢 | －   | 32強 | 32強 | －   | －   | 16強 | －   | －   | －   | －   | －   | －   | －         |
| 男子雙打 | 李勝木 | －   | －   | －   | －   | －   | －   | －   | －   | －   | 8強  | 8強  | 32強 | 小組第三名 |
|          |        |      |      |      |      |      |      |      |      |      |      |      |      |            |
| 混合雙打 | 程文欣 | 16強 | 32強 | 32強 | －   | －   | －   | －   | －   | －   | －   | －   | －   | －         |

## 主要對賽紀錄
蔡佳欣與主要對手的對賽成績如下（只列出對賽五次或以上對手，截至2017年6月24日）：
男雙 - 李勝木
| 對手                                          | 對賽次數 | 對賽結果 | 對賽結果 | 總計 |
| 對手                                          | 對賽次數 | 勝       | 負       | 總計 |
| --------------------------------------------- | -------- | -------- | -------- | ---- |
| 早川賢一 遠藤大由                             | 8        | 1        | 7        | -4   |
| 穆罕默德·阿赫桑 亨德拉·塞蒂亞萬               | 8        | 1        | 7        | -6   |
| 李龍大 柳延星                                 | 8        | 0        | 8        | -8   |
| 弗拉基米爾·伊萬諾夫 伊萬·索松諾夫             | 7        | 4        | 3        | +1   |
| 橋本博且 平田典靖                             | 5        | 4        | 1        | +3   |
| 古健傑 陳文宏                                 | 5        | 3        | 2        | +1   |
| 马库斯·费尔纳尔迪·吉德翁 凱文·桑加亞·蘇卡穆約 | 5        | 2        | 3        | -1   |
| 金基正 金沙朗                                 | 5        | 2        | 3        | -1   |
| 高成炫 申白喆                                 | 5        | 1        | 4        | -3   |
| 其他選手                                      | 116      | 83       | 33       | +50  |
| 總計                                          | 172      | 101      | 71       | +30  |

## 外部連結
- 蔡佳欣在国际奥林匹克委员会的资料